# Michał Bałucki
Michał Bałucki, ps. Elpidon, Jan Załęga, Niestańczyk oraz inne (ur. 29 września 1837 w Krakowie, zm. 17 października 1901 tamże) – polski pisarz dramatyczny, komedio- oraz powieściopisarz i publicysta okresu pozytywizmu. Autor prawie 100 prac: komedii, fars, powieści, nowel i wierszy.

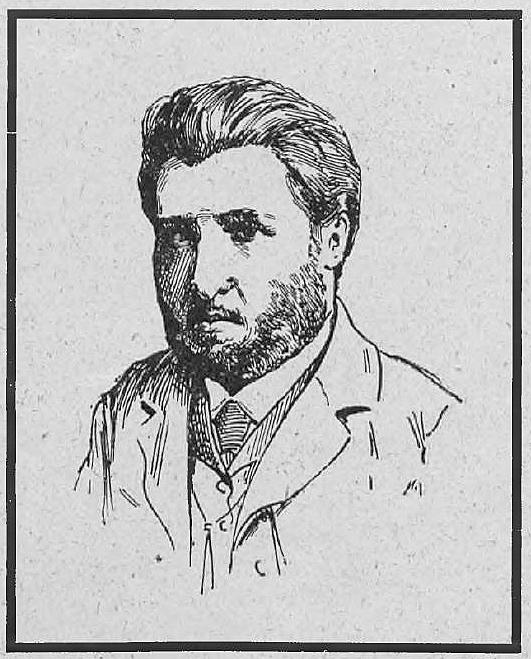
Portret Michała Bałuckiego

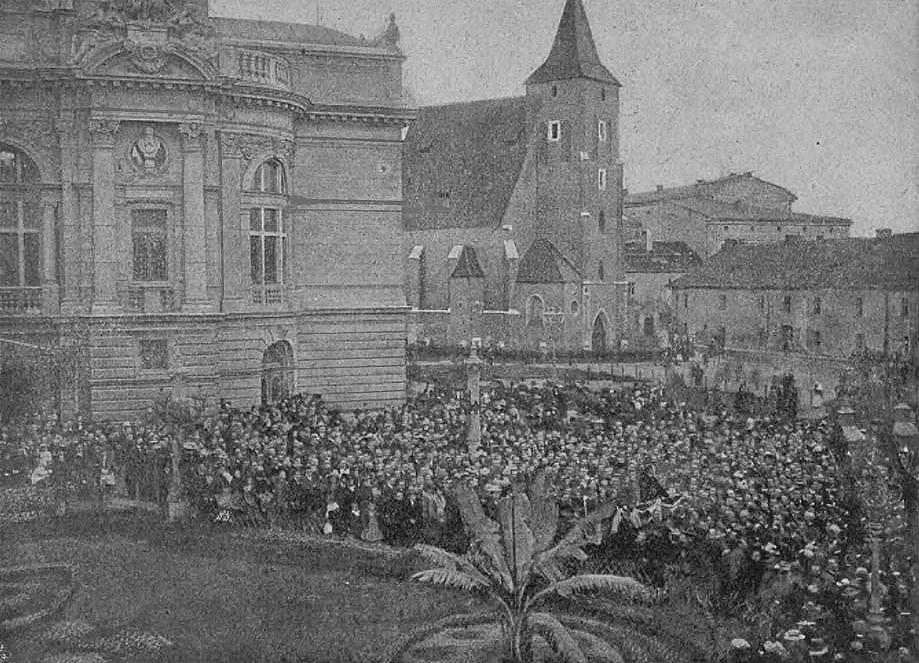
Pogrzeb Michała Bałuckiego 20 października 1901

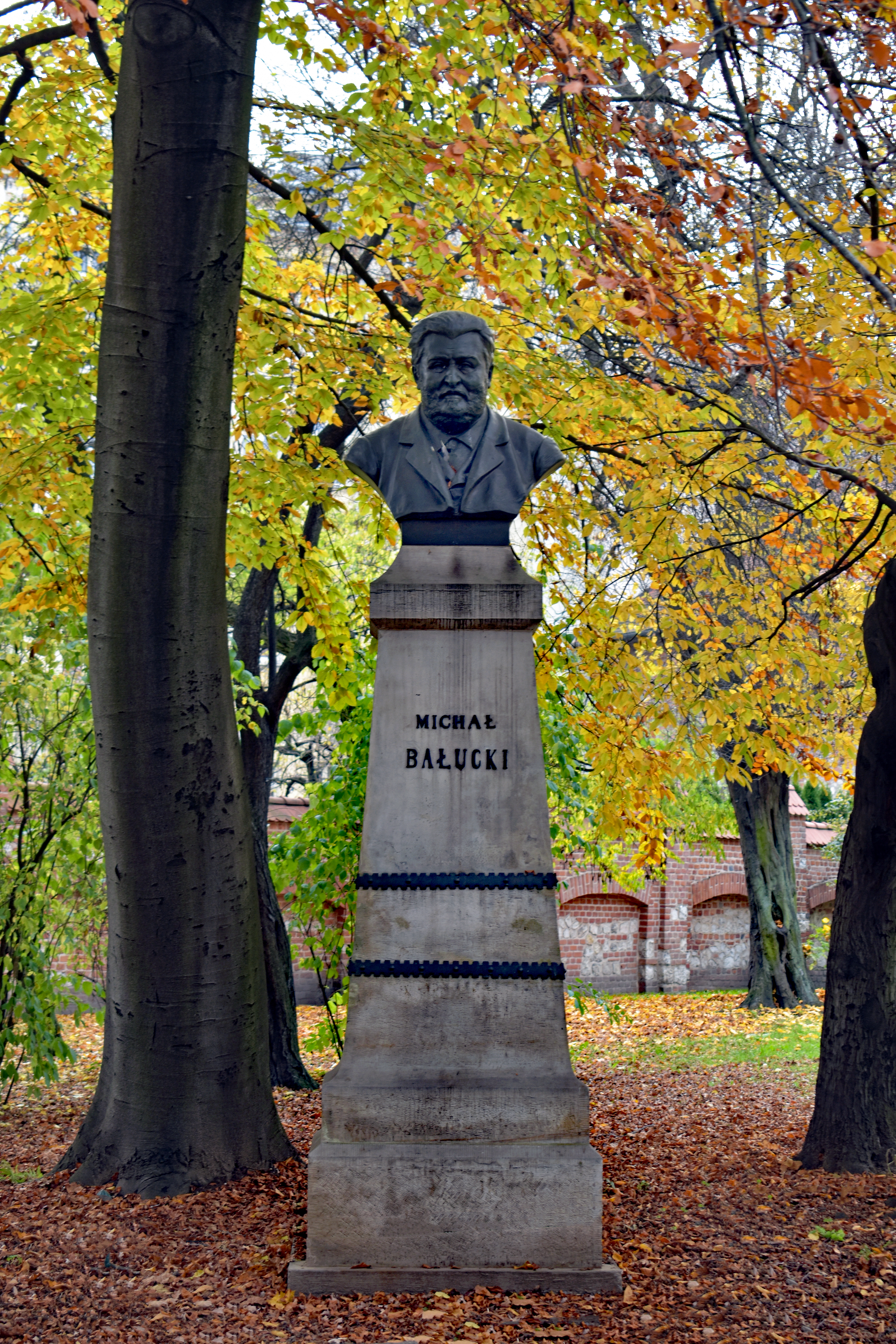
Pomnik Michała Bałuckiego w Krakowie na Plantach

## Życiorys
Bałucki pochodził z rodziny mieszczańskiej (jego ojciec był krawcem, matka – Eufrozyna, neofitka z Kochmanów – prowadziła kawiarnię; została zamordowana, a do wykrycia sprawczyni przyczynił się Władysław Swolkień). Uczęszczał do krakowskiego gimnazjum Św. Anny, następnie na wydział matematyczno-fizyczny (od 1857), a potem historyczno-literacki Uniwersytetu Jagiellońskiego. W latach 1857–1864 brał udział w spotkaniach artystów zbierających się w pracowni rzeźbiarskiej Parysa Filippiego w Krakowie (m.in. z Józefem Szujskim i J.K. Turskim). Współredagował też tygodnik społeczno-kulturalny „Niewiasta” (1861–1862). Następnie pracował przez pewien czas w Częstochowie jako nauczyciel.
Bałucki nie walczył w powstaniu styczniowym, jednak aktywnie uczestniczył w organizacjach spiskowych w Galicji, wspierając stronnictwo czerwonych. Spędził za tę działalność rok w austriackim więzieniu (aresztowany pod koniec 1863). W latach 1865–1866 mieszkał w Warszawie, po czym przeniósł się do Krakowa. Był prezesem wydziału Towarzystwa Gimnastycznego „Sokół” w Krakowie w 1885.
Debiutował w latach 1861–1863 poematami inspirowanymi folklorem. Jego pierwsze powieści, takie jak Przebudzenie (1864) i Młodzi i starzy (1866), krytykowały z radykalnej perspektywy działalność spiskową sprzed 1863 roku i samo powstanie. Wkrótce jednak, podobnie jak inni pisarze galicyjscy, przeszedł na pozycje pozytywistyczne, propagując hasła umiarkowanego rozwoju i zaradności. Wraz z Alfredem Szczepańskim współredagował w latach 1867–1868 tygodnik dla kobiet „Kalina”. Od 1869 do 1873 pisał do dziennika „Kraj” cotygodniowe felietony pt. Tygodnik krakowski. W tym też okresie napisał powieści tendencyjne, m.in. Błyszczące nędze (1870) i Z obozu do obozu (1874), oraz komedie, w których piętnował snobizm i próżniactwo mieszczaństwa i arystokracji, np. Radcy pana radcy (1871), Polowanie na męża (1869) i Pracowici próżniacy (1871). W 1871 otrzymał nagrodę w krakowskim konkursie dramatycznym za sztukę Pracowici próżniacy, zaś w 1892 – w konkursie „Kuriera Warszawskiego” za komedię Flirt.
Program pozytywistyczny Bałuckiego miał ograniczony zasięg, dostosowany do realiów galicyjskich i często akcentował mieszczańskie wartości oszczędności i umiarkowania, jak w powieści Pańskie dziady (1881). Bywał także krytyczny wobec niektórych postulatów pozytywizmu, co widać w komedii Emancypowane (1873). Jego twórczość demaskowała obłudę religijną i społeczną, np. w powieści Żydówka (1871).
W latach 80. XIX wieku nastąpił zwrot w jego twórczości – zaczął głosić poglądy konserwatywne, a nawet antysemickie (W żydowskich rękach, 1885), idealizował tradycyjny styl życia galicyjskiego mieszczaństwa (Typy i obrazki krakowskie, 1881) i tworzył komedie, np. Grube ryby (1881) i Dom otwarty (1883). Jednocześnie nadal uprawiał satyrę społeczną, czego dowodem są powieść Pan burmistrz z Pipidówki (1887) oraz komedie polityczne, takie jak Squiezi (1880) i Ciężkie czasy (1889), w których krytykował galicyjskich ugodowców i obnażał negatywne strony życia pod zaborem austriackim.
Pod koniec życia Bałucki wiódł spór z ruchem młodopolskim. Prowadził polemiki ideowe z socjalizmem i artystyczne z ruchem młodopolskim.  W krytyce Bałuckiego szczególnie napastliwy był Lucjan Rydel. Krytyka modernistyczna zaatakowała jego tradycjonalizm, co pogłębiło jego poczucie rozczarowania współczesnością. Bałucki rozgoryczony niepowodzeniami ostatnich swoich sztuk, przygnębiony zdiagnozowaną nerwicą lub depresją popełnił samobójstwo, strzelając z rewolweru w skroń. Dramat miał miejsce w październikowy wieczór na krakowskich Błoniach (przed wejściem do Parku Jordana). Bałucki pochowany został na cmentarzu Rakowickim, w kwaterze Bc, rząd płn., bez religijnej oprawy. W sprawie uzyskania zgody na pogrzeb kościelny interweniowali m.in. marszałek Andrzej Kazimierz Potocki i tajny radca Antoni Wodzicki, ale kategorycznie sprzeciwił się temu kardynał Jan Puzyna, co wywołało powszechne oburzenie krakowskiej opinii publicznej.

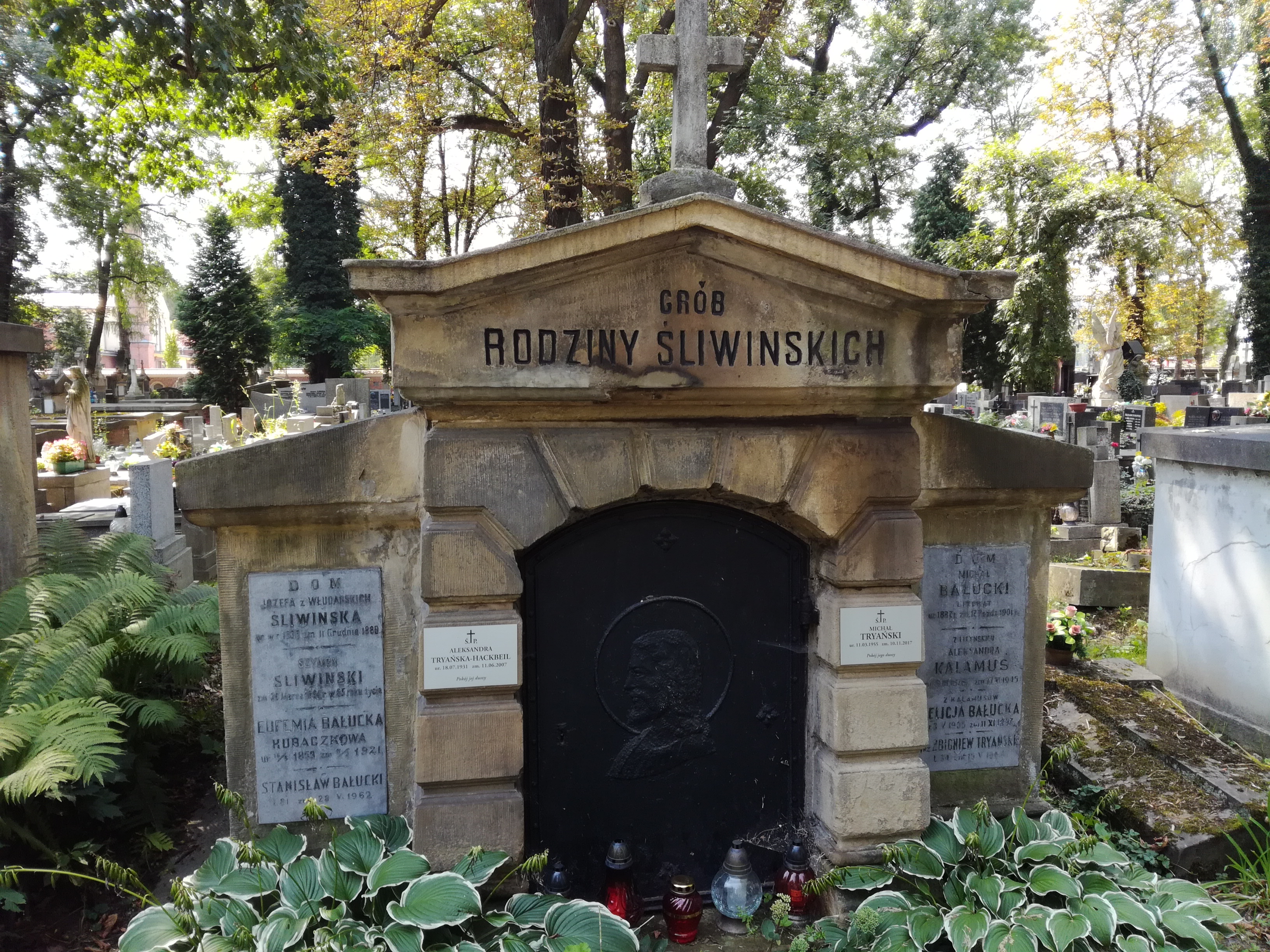
Grób Michała Bałuckiego na cmentarzu Rakowickim

Niedługo po tragicznej śmierci pisarza, mieszkańcy miasta postanowili wystawić mu pomnik. Szybko zebrano społeczne fundusze i wkrótce popiersie Bałuckiego było gotowe. Jego autorem był Tadeusz Błotnicki. Pierwotnie pomnik planowano ustawić na skwerze przed Teatrem Słowackiego, ale wpływowe kręgi konserwatywne sprzeciwiły się tej lokalizacji. Ostatecznie pomnik został ustawiony na tyłach teatru, wśród zieleni Plant. Odsłonięcia dokonano w 1911, w dziesiątą rocznicę śmierci Bałuckiego.

## Twórczość
Bałucki zaliczał się do grupy tzw. przedburzowców – pisarzy debiutujących przed powstaniem styczniowym, na przełomie późnego romantyzmu i pozytywizmu. Twórczość Bałuckiego łączyła tradycje powieści obyczajowej w stylu Józefa Korzeniowskiego z pozytywistyczną ideologią, ale zawierała też elementy sensacyjne, a czasem nawet brukowe.
Większość opracowań podaje, że jego debiutem literackim były wydane 1861 poematy na motywach ludowych. Według innego źródła debiutował w 1869 na łamach "Gwiazdki Cieszyńskiej" wierszami Do ojca (nr 16/1860) i Niedzielna pieśń pastuchy (nr 26/1860). Na łamach tego czasopisma opublikował także dłuższy utwór poetycki Góral (nr 42/1860) oraz wierszowany obrazek Dziewczyna spod lasu (nr od 22 do 25/1860). Jako debiut jest też podawana publikacja w „Dzienniku Literackim” z 1859. Do dziś dużą popularnością cieszą się komedie obyczajowe, takie jak Polowanie na męża, Radcy pana radcy, Grube ryby, Dom otwarty, Klub kawalerów oraz powieści jak Błyszczące nędze, Pańskie dziady, Pan burmistrz z Pipidówki. Niektóre z nich są  nadal są wystawiane.

### Proza
Pierwsze powieści Bałuckiego były inspirowane wypadkami powstańczymi: Przebudzeni (1864) oraz Młodzi i starzy (1866).
W latach 70. XIX w. Bałucki stał się w Galicji jednym z głównych propagatorów pozytywizmu, tworząc powieści tendencyjne. Bohaterowie pozytywni i negatywni (głównie mieszczaństwo) tych utworów byli przedstawieni schematycznie, ich wypowiedzi przekazywały program społeczny oraz ideowy autora. Powieść Z obozu do obozu (1874) opisywała klęskę uczciwego działacza uwikłanego w sieć intryg w środowisku krakowskim. W powieści Błyszczące nędze (1870) przedstawił krytyczny obraz środowiska arystokratyczno-ziemiańskiego. Bohaterami pozytywnymi powieści byli przedstawiciele inteligencji (np. adwokat w Błyszczących nędzach) lub rzemieślnicy (Byle wyżej, 1875). Powieść Żydówka (1870) potępiała antysemityzm.
W późniejszej twórczości Bałuckiego punkt ciężkości przesunął się z promowania programu pozytywistycznego w stronę krytyki rzeczywistości – świat przedstawiony został jako pełen zbrodni, kapitalistycznego wyzysku, socjalistycznych demagogów (250 000 1882, W żydowskich rękach 1884, Przeklęte pieniądze 1899). W ostatnich utworach przeciwstawiał się dekadentyzmowi (Pamiętnik Munia 1899).
Inny nurt twórczości Bałuckiego to satyra polityczno-obyczajowa. Dwie wizyty jego ekscelencji (1883) pokazywały przemianę dawnych patriotów w rojalistów. W groteskowy sposób Bałucki przedstawiał drobne mieszczaństwo Galicji z jego kompleksem niższości wobec szlachty, snobizmem, życiem ponad stan (Pan burmistrz z Pipidówki 1887). Przeciwstawiał im rzetelność i pracowitość warstw niższych – rzemieślników, służących, straganiarek – portretując je z sympatią i humorem (Typy i obrazki krakowskie 1881, Nowele i obrazki 1885).

### Komedie
Większość dramatów Bałuckiego sytuuje się na pograniczu komedii oraz farsy i nawiązuje do tradycji Aleksandra Fredry. Akcja komedii rozgrywa się głównie w środowisku średniozamożnego mieszczaństwa (kupcy, właściciele kamienic, urzędnicy), rzadziej wśród szlachty.
We wczesnych utworach Bałucki ośmieszał pogoń za tytułami i godnościami, wygórowane ambicje, snobizm, służalczość wobec szlachty i sfer rządowych, chłopomanię (Polowanie na męża 1865, Radcy pana radcy 1867, Pracowici próżniacy 1871, Komedia z oświatą 1876, Krewniaki 1879, Sąsiedzi 1880).
Do najpopularniejszych należały komedie Bałuckiego ze środkowego okresu twórczości – w latach 80. XIX w. były jednymi z najczęściej wystawianych sztuk. Grube ryby (1881) pokazywały starszych panów, nadmiernie ufnych we własną atrakcyjność małżeńską. W Domu otwartym (1883) przedstawione były perypetie gości i gospodarzy na wieczorku tanecznym. Klub kawalerów (1890) osnuty był wokół zabiegów kobiet w odpowiedzi na kawalerskie postanowienia mężczyzn.
W późniejszych komediach atakował również demoralizację dziennikarzy (Nowy dziennik 1887) oraz dekadentyzm (Szwaczki 1897). W sposób komediowy prezentował także temat emancypacji kobiet (Emancypowane 1873, Sprawa kobiet 1896).
Fabuła komedii Bałuckiego często oparta była na drobnych sprawach, łatwych do rozwiązania konfliktach, mało prawdopodobnych zdarzeniach. Komizm postaci wynikał z rozbieżności między ich słowami a czynami, mniemaniem o osobie a oceną otoczenia. Obecny był również humor słowny i sytuacyjny. Bohaterowie wcześniejszych komedii byli schematyczni, w późniejszych utworach nabrali więcej cech indywidualnych.

### Publicystyka
W publicystyce Bałucki poruszał podobne wątki ideowe jak w powieściach. W felietonach Tygodnik krakowski krytykował niedojrzałość społeczną mieszczaństwa i szlachty, bierność, brak odwagi cywilnej, serwilizm wobec władz zaborczych, postawy konserwatywne i klerykalne.

## Dzieła
| - 1864 Przebudzeni - 1866 Młodzi i starzy - 1869 Trzy szkice powieściowe z r. 1863 - 1870 Życie wśród ruin - 1870 Błyszczące nędze - 1870 Tajemnice Krakowa - 1870 Żydówka - 1871 Romans bez miłości i miłość bez romansu - 1872 O kawał ziemi - 1872 Siostrzenica księdza proboszcza - 1873 Sabina - 1874 Z obozu do obozu - 1875 Byle wyżej - 1875 Biały Murzyn - 1877 Album kandydatek do stanu małżeńskiego - 1879 Za winy niepopełnione - 1881 Typy i obrazki krakowskie - 1881 Pańskie dziady - 1882 250,000 - 1884 W żydowskich rękach - 1887 Pan burmistrz z Pipidówki - 1888 Całe życie głupi - 1891 Z mętów społecznych - 1891 Garbuska - 1899 Pamiętnik Munia |  |  | - 1865 Polowanie na męża - 1867 Radcy pana radcy - 1871 Pracowici próżniacy - 1873 Emancypowane - 1876 Pozłacana młodzież - 1876 Rodzina Dylskich - 1876 Teatr amatorski - 1879 Krewniaki - 1880 Sąsiedzi - 1881 Grube ryby - 1882 Gęsi i gąski - 1883 Dom otwarty - 1887 Nowy dziennik - 1888 O Józię - 1889 Ciężkie czasy - 1890 Klub kawalerów - 1892 Flirt - 1897 Niewolnice z Pipidówki. Komedya w 4 aktach - 1898 Wędrowna muza - 1900 Blagierzy - 1864 Dla chleba (spopularyzowane jako pieśń Góralu, czy ci nie żal? z muzyką Władysława Żeleńskiego) |

### Ekranizacje
| - 1938 Film Za winy niepopełnione - 1939 Film Biały Murzyn - 1962 Film Klub kawalerów - 1980 serial Z biegiem lat, z biegiem dni… (pierwszy odcinek jest adaptacją komedii Dom otwarty) |

## Upamiętnienie
- imieniem Michała Bałuckiego nazwano ulice w: Chojnicach[29], Częstochowie[30], Elblągu[31], Głubczycach[32], Jaworznie[33], Krakowie, Łodzi[34], Pleszewie[35], Pogorzycach[36], Poznaniu[37], Rzeszowie[38], Strzelinie[39], Szczecinie[40], Tychach[41], Warszawie[42] i Wrocławiu.
- w Krakowie znajduje się pomnik Michała Bałuckiego.
- w latach 1921-1939 funkcjonował niezawodowy Teatr im. Michała Bałuckiego[43]